# Aquilon (mythologie)
Pour les articles homonymes, voir Aquilon.
Dans la mythologie romaine, Aquilon (Aquilo en latin) est le dieu des vents septentrionaux (nord), froids et violents. Il est souvent confondu avec son homologue grec Borée.

## Représentation
Il est souvent représenté sous la figure d'un vieillard aux cheveux blancs en désordre.

## Mythologie
Il fait partie des quatre Ventus Venti (vents venant des quatre points cardinaux), fils d'Éole et Aurore, avec Favonius, Vulturnus et Auster.
Pline l'associe à Circius et à Aparctias.
Pour Maurice de La Porte, « Aquilon est un vent septentrional des Grecs nommé Borée. »